# Республика Косово (1992—1999)
Респу́блика Ко́сово (алб. Republika e Kosovës) — самопровозглашённое государство, образованное 19 октября 1991 года собранием этнических албанских политиков Автономного края Косово и Метохии по результатам нелегального референдума о независимости. До этого с 7 сентября 1990 года формально входила в состав СФРЮ. Весь период существования представляла собой несостоявшееся государство, де-факто не контролировавшее заявленную территорию и пытавшееся сформировать собственные политические институты в противовес законным властям Автономного края Косово и Метохия, находящегося в составе Республики Сербия и Союзной республики Югославия.
Независимость Косово официально была признана только Албанией, на неофициальном уровне поддерживались контакты также с США, ФРГ и Великобританией.

## История

### Предыстория
10 июля 1945 года была создана Косовско-Метохийская автономная область. Иосип Броз Тито активно поощрял переселение в Косово албанцев из более бедной Албании, намереваясь в дальнейшем присоединить это государство к Югославии. Возвращение в Косово примерно 200 тысяч сербов, покинувших край во время Второй мировой войны, напротив, было официально запрещено. В итоге доля албанцев резко выросла, вслед за чем выросли и их требования о статусе для Косово. В апреле 1963 года с принятием новой конституции Югославии автономия была расширена, автономная область переименована в автономный край. В 1969 году из его названия убрано слово Метохия (серб. церковная земля), вызывавшее недовольство среди албанцев-мусульман.
В 1974 году была принята новая конституция Югославии, повысившая на федеральном уровне статус автономных краёв практически до уровня республик. Однако, эти меры не остановили роста сепаратистских настроений среди албанцев, требовавших создания полноценной республики, отдельной от СР Сербия. Весной 1981 года, спустя полгода после смерти Тито, в Косово прошли массовые протесты с лозунгами о выходе из состава Югославии, переросшие в насилие против местных сербов. Для подавления этих протестов югославское руководство применило армию.
Косовская автономия была ограничена конституционными поправками в 1989 году. Край охватила антибюрократическая революция, в рамках которой проходили массовые протесты со стороны косовских албанцев, начиная с забастовки косовских шахтёров 1989 года. Многие из лидеров забастовочного движения были арестованы югославскими властями. Это привело к объявлению чрезвычайного положения в феврале 1990 года и отставке краевого совета министров в мае.
Сербское федеральное правительство приняло ряд законов, которые запрещали албанцам покупать или продавать имущество, закрыло средство массовой информации на албанском языке и уволило тысячи этнических албанцев с государственных должностей.

### Провозглашение
В конце июня албанские члены краевого совета предложили ответную меру — голосовать по вопросу о целесообразности провозглашения независимой республики. Сербский председатель совета немедленно закрыл его и пообещал возобновить работу совета 2 июля, но и этот срок был отложен.
2 июля подавляющее большинство албанских членов краевого совета вернулась к зданию совета, но двери были заперты. Тогда снаружи на улице они проголосовали за объявление Косово республикой в составе Югославской федерации. Сербское правительство ответило роспуском совета и правительства Косова, ликвидировав остатки автономии, а затем приняло ещё один закон «О трудовых отношениях», которые оставил без работы 80.000 албанских рабочих.
Этнические албанские члены теперь официально распущенного совета (Скупщины Косово) 7 сентября тайно встретились в Качанике и провозгласили Республику Косово, в которой законы Югославии будут действительны только если соответствовали ещё не составленной конституции республики. 22 сентября 1992 года совет объявил Республику Косово независимым государством. Эта декларация была одобрена неофициальным референдумом, проведённым несколько дней спустя. Сербские власти восприняли этот шаг крайне болезненно и попытались арестовать и привлечь к ответственности участников голосования.

### Параллельные органы власти
Косовские албанцы организовали сепаратистское движение, создав ряд параллельных органов власти в области образования, медицинской помощи, а также налогообложения.

### Вмешательство НАТО
Начиная с 1995 года, напряжённость в Косове нарастала и привела в конечном счёте к Косовской войне, которая началась в 1998 году между Союзной Республикой Югославией и Армией освобождения Косово (АОК). Мировая общественность узнала о конфликте в регионе в январе 1999 года после резни в Рачаке — массового убийства албанцев сербскими силами безопасности. В Рамбуйе была проведена международная конференция, на котором было согласовано мирное соглашение в Рамбуйе, принятое этническими албанцами, но отвергнутое югославским правительством.
Провал переговоров в Рамбуйе привёл к бомбардировкам ВВС НАТО Союзной Республики Югославии с 24 марта по 10 июня, в результате которых югославские власти подписали военно-техническое соглашение, позволяющее миротворцам НАТО (КФОР) и международной гражданской миссии (UNMIK) въехать в Косово.
UNMIK взяла на себя управление Косово. Косовский переходный совет был создан для того, чтобы объединить политических и общественных лидеров региона для принятия компромиссных решений. АОК была распущена и заменена Корпусом защиты Косово, полувоенной организации, направленной на реагирование на чрезвычайные ситуации. Косово вновь провозгласило независимость в 2008 году.

## Лидеры

### Президент
- Ругова, Ибрагим

### Премьер-министры
- Букоши, Буяр (1991—1999)
- Зейнулаху, Юсуф[5] (1990—1991)